# Platygaster dilata
Platygaster dilata är en stekelart som beskrevs av Peter Neerup Buhl 2001. Platygaster dilata ingår i släktet Platygaster och familjen gallmyggesteklar. Inga underarter finns listade i Catalogue of Life.